# Дома 1147 км
Дома 1147 км (рос. Дома 1147 км) — сільський населений пункт без офіційного статусу в Глазовському районі Удмуртії, Росія.

## Населення
Населення — 1 особа (2010; 3 в 2002).
Національний склад станом на 2002 рік:
- удмурти — 67 %
- росіяни — 33 %